# Eutrichodesmus demangei
Eutrichodesmus demangei är en mångfotingart som beskrevs av Filippo Silvestri 1910. Eutrichodesmus demangei ingår i släktet Eutrichodesmus och familjen Doratodesmidae. Inga underarter finns listade i Catalogue of Life.